# روبرت نيلسون
روبرت نيلسون (بالإنجليزية: Robert Nelson)‏  (و. 1794 – 1873 م) هو طبيب، وسياسي كندي، ولد في سوريل، تريسي، كيبك، توفي في جزيرة ستاتن، عن عمر يناهز 79 عاماً.
.

## التعليم
تعلم في مدرسة طب هارفارد.